# Egon Vietta
Egon Vietta (* 11. November 1903 in Bühl/Baden; † 29. November 1959 in Darmstadt; wirklicher Name: Karl Egon Fritz) war ein deutscher Reiseschriftsteller, Essayist, Dramatiker und Kritiker.

## Prägung
Viettas zahlreiche Veröffentlichungen, darunter mehr als 20 Bücher, charakterisieren ihn als einen vielseitigen, leidenschaftlichen und polemischen Kulturmenschen, der vom Seinsdenken Martin Heideggers geprägt war. Seit Herbst 1935 war Vietta, damals Beamter in Karlsruhe, mit dem Maler Willi Baumeister (1889–1955) befreundet, der im Dritten Reich als „entarteter Künstler“ diffamiert wurde und trotz Berufsverbots heimlich arbeitete. Vietta erwarb in dieser Zeit mehrere Bilder Baumeisters, u. a. Mit Horizontlinie (heute Westfälisches Landesmuseum Münster). Er korrespondierte mit bedeutenden Zeitgenossen wie Gottfried Benn und Hermann Broch; der Briefwechsel mit Letzterem wurde 2012 veröffentlicht.
Seinen Bühnenwerken war keine bleibende Resonanz beschieden. Die Veröffentlichungen als Theater- und Kunstkritiker, dahingegen, wirkten über sein Lebensende hinaus.

## Wirken im Dritten Reich
Während des Dritten Reiches war Vietta ähnlich wie Rudolf Bach (Sizilische Tage, 1940), Werner Helwig (Raubfischer in Hellas, 1939; Im Dickicht des Pelion, 1941), Gustav René Hocke (Das verschwundene Gesicht, 1939), Erhart Kästner (Griechenland. Ein Buch aus dem Kriege, 1942) und Eckart Peterich (Die Götter und Helden der Griechen, 1938) einer literarischen Strömung zuzurechnen, die den Versuch unternahm, eine als zeitlos und ideal gedachte, in der antiken mittelmeerischen Kultur wurzelnde Humanität zu beschwören. Diese Haltung verstand sich als Abkehr vom Zeitgeist, obgleich auch die Ästhetik des Faschismus und des Nationalsozialismus sich auf die Antike berief. Vietta trat im Jahr 1937 der NSDAP bei.
Ein Beispiel dieser literarischen Neoklassik ist Viettas 1943 veröffentlichte, in seltsam zeitloser Gegenwart angesiedelte Erzählung Corydon. Ihr Titel spielt auf Vergils II. Ekloge an, die von der Liebe des Hirten Corydon zu dem schönen Knaben Alexis handelt, und zitiert damit ein homoerotisches Motiv. Ebenfalls unter dem Titel Corydon hatte sich André Gide in seinen Quatres dialogues socratiques (1911, endgültige Fassung 1924) mit der Homosexualität auseinandergesetzt. Dennoch erweckt Viettas Erzählung eher den Eindruck eines Spiels mit gelehrten Zitaten als den eines „Schlüsselwerkes“ im engeren Sinn. Sie handelt vor griechischer Kulisse von der Freundschaft des Ich-Erzählers Eduard, eines deutschen Arztes, mit dem Maler Gil, der sich weigert, sesshaft zu werden und bürgerlichen Ansprüchen zu genügen. Eduard übernimmt die Erziehung von Gils Sohn Corydon.

## Dramaturg
Als Theaterdramaturg in Darmstadt gewann Vietta nach dem Krieg seinen Freund Baumeister für Bühnenbilder und Kostümentwürfe. Auch gehörte Vietta zu den Organisatoren des Darmstädter Gesprächs 1955, anlässlich dessen Intendanten, Regisseure und andere Intellektuelle – unter ihnen Theodor W. Adorno und Friedrich Sieburg – die ersten zehn Jahre deutschen Nachkriegstheaters kritisch resümierten. Dort und in seiner Kampfschrift Katastrophe oder Wende des deutschen Theaters (1955) griff Vietta das System der subventionierten Staatstheater an, die lediglich eine „Funktion im öffentlichen Haushalt“ seien; demgegenüber trat er dafür ein, der Bühne ihren aus der Antike stammenden kultischen Charakter als „Ort der Offenbarung“ zurückzugeben. Viettas Haltung ist daher von Ernst Schumacher als reaktionär kritisiert und – insofern gewiss überzogen – sogar in die Nähe der NS-Ideologie gerückt worden. Auch der Kritiker Friedrich Luft hat zwar die von Vietta und anderen formulierte „Umsturztheorie“ als radikal abgelehnt, aber darauf hingewiesen, dass die Kritik am „Repräsentations- und Subventionstheater“, in dem „nichts für uns und heute Zutreffendes“ geschehe, durchaus ihre Berechtigung hatte.

## Privatleben
Der Literaturwissenschaftler Silvio Vietta ist Egon Viettas Sohn.

## Werke
- Die Kollektivisten (Freiburg im Breisgau 1930)
- Empfindsame Reise nach Lappland (Frankfurt am Main 1937)
- Der Tanz. Eine kleine Metaphysik (Frankfurt am Main 1938)
- Geheimnisvolles Libyen. Ritt durch den Fezzan (Frankfurt am Main 1939)
- Romantische Cyrenaika. Dichtung einer Reise (Hamburg 1941; Neuausgabe Säckingen 1949)
- Corydon (Frankfurt am Main 1943, Neuausgabe Freiburg 1948)
- Theologie ohne Gott (Zürich 1946)
- Goethe in Italien oder Die italiänische Reise. Komödie (Hamburg 1947)
- Georg Trakl. Eine Interpretation seines Werkes (Hamburg 1947)
- Briefe über den Tanz (Hamburg 1948)
- Iphigenie in Amerika. Schauspiel (Hamburg 1948)
- Versuch über die menschliche Existenz in der französischen Philosophie. Zum philosophischen Werk von Jean Paul Sartre (Hamburg 1948)
- Die Vögel ehren Aristophanes. Eine Komödie (Hamburg 1948)
- Mediterranea (Düsseldorf 1948)
- Monte Cassino. Schauspiel (1949)
- Theologie ohne Gott. Versuch über die menschliche Existenz in der modernen französischen Philosophie (Zürich 1949)
- Die Seinsfrage bei Martin Heidegger (Stuttgart 1950)
- Die drei Masken. Schauspiel (Frankfurt am Main 1952)
- Zauberland Kreta (Wien/Innsbruck/Wiesbaden/Zürich 1952)
- Italien mit und ohne Renaissance (Stuttgart 1954)
- Katastrophe oder Wende des deutschen Theaters (Düsseldorf 1955)
- Europa ist in Asien gebettet (Darmstadt 1955)
- Alexander scheitert an Indien (Bern 1957)

### Als Herausgeber
- Darmstädter Gespräch 1955 (Darmstadt 1955)

### Briefwechsel
- „Sich an den Tod heranpürschen...“ – Hermann Broch und Egon Vietta im Briefwechsel 1933–1951. Hrsg. von Silvio Vietta und Roberto Rizzo (Göttingen 2012), ISBN 978-3-8353-1088-9